# Puchar Świata w biegach narciarskich 1992/1993
Sezon 1992/1993 Pucharu Świata w biegach narciarskich rozpoczął się 12 grudnia 1992 w austriackim mieście Ramsau. Ostatnie zawody z tego cyklu rozegrano 20 marca 1993 w słowackim Štrbskim Plesie.
Puchar Świata rozegrany został w 7 krajach i 10 miastach. Najwięcej zawodów zorganizowali Włosi, którzy 4 razy gościli najlepszych biegaczy narciarskich świata.
Obrońcą Pucharu Świata wśród mężczyzn był Norweg Bjørn Dæhlie, a wśród kobiet Rosjanka Jelena Välbe.
W tym sezonie w pucharze świata triumfowała Lubow Jegorowa wśród kobiet oraz ponownie Bjørn Dæhlie wśród mężczyzn.

## Kalendarz i wyniki

### Mężczyźni
| 1.  | 12 grudnia 1992     | Ramsau        | 10 km s. dowolny                                                         | Vegard Ulvang                                                                    | Władimir Smirnow                                                                   | Václav Korunka                                                                   |                                                                          |                                                                          |
| 2.  | 13 grudnia 1992     | Ramsau        | 15 km s. klasyczny                                                       | Bjørn Dæhlie                                                                     | Vegard Ulvang                                                                      | Władimir Smirnow                                                                 |                                                                          |                                                                          |
| 3.  | 18 grudnia 1992     | Val di Fiemme | 30 km s. dowolny                                                         | Władimir Smirnow                                                                 | Michaił Botwinow                                                                   | Aleksiej Prokurorow                                                              |                                                                          |                                                                          |
| 4.  | 20 grudnia 1992     | Val di Fiemme | Sztafeta 4 × 10 km                                                       | Rosja Andriej Kiriłłow · Aleksiej Prokurorow · Igor Badamszyn · Michaił Botwinow | Włochy Silvio Fauner · Giuseppe Puliè · Giorgio Vanzetta · Marco Albarello         | Norwegia Terje Langli · Erling Jevne · Vegard Ulvang · Bjørn Dæhlie              |                                                                          |                                                                          |
| 5.  | 3 stycznia 1993     | Kawgołowo     | 30 km s. klasyczny                                                       | Bjørn Dæhlie                                                                     | Michaił Botwinow                                                                   | Torgny Mogren                                                                    |                                                                          |                                                                          |
| 6.  | 9 stycznia 1993     | Ulrichen      | 15 km s. klasyczny                                                       | Marco Albarello                                                                  | Vegard Ulvang                                                                      | Bjørn Dæhlie                                                                     |                                                                          |                                                                          |
| 7.  | 10 stycznia 1993    | Ulrichen      | Sztafeta 4 x 10 km                                                       | Włochy Fulvio Valbusa · Giorgio Vanzetta · Marco Albarello · Silvio Fauner       | Norwegia Sture Sivertsen · Morten Brørs · Vegard Ulvang · Bjørn Dæhlie             | Szwecja Jan Ottosson · Christer Majbäck · Lars Håland · Torgny Mogren            |                                                                          |                                                                          |
| 8.  | 16 stycznia 1993    | Bohinj        | 15 km s. dowolny                                                         | Władimir Smirnow                                                                 | Torgny Mogren                                                                      | Bjørn Dæhlie                                                                     |                                                                          |                                                                          |
| MŚ  | 19 - 28 lutego 1993 | Falun         | Biegi narciarskie na Mistrzostwach Świata w Narciarstwie Klasycznym 1993 | Biegi narciarskie na Mistrzostwach Świata w Narciarstwie Klasycznym 1993         | Biegi narciarskie na Mistrzostwach Świata w Narciarstwie Klasycznym 1993           | Biegi narciarskie na Mistrzostwach Świata w Narciarstwie Klasycznym 1993         | Biegi narciarskie na Mistrzostwach Świata w Narciarstwie Klasycznym 1993 | Biegi narciarskie na Mistrzostwach Świata w Narciarstwie Klasycznym 1993 |
| 9.  | 9 lutego 1993       | Falun         | 30 km s. klasyczny                                                       | Bjørn Dæhlie                                                                     | Vegard Ulvang                                                                      | Władimir Smirnow                                                                 |                                                                          |                                                                          |
| 10. | 11 lutego 1993      | Falun         | 10 km s. klasyczny                                                       | Sture Sivertsen                                                                  | Władimir Smirnow                                                                   | Vegard Ulvang                                                                    |                                                                          |                                                                          |
| 11. | 13 lutego 1993      | Falun         | 15 km pościgowy s. dowolny                                               | Bjørn Dæhlie                                                                     | Władimir Smirnow                                                                   | Silvio Fauner                                                                    |                                                                          |                                                                          |
| 12. | 17 lutego 1993      | Falun         | Sztafeta 4 × 10 km                                                       | Norwegia Sture Sivertsen · Vegard Ulvang · Terje Langli · Bjørn Dæhlie           | Włochy Maurilio De Zolt · Marco Albarello · Giorgio Vanzetta · Silvio Fauner       | Rosja Andriej Kiriłłow · Igor Badamszyn · Aleksiej Prokurorow · Michaił Botwinow |                                                                          |                                                                          |
| 13. | 19 lutego 1993      | Falun         | 50 km s. dowolny                                                         | Torgny Mogren                                                                    | Hervé Balland                                                                      | Bjørn Dæhlie                                                                     |                                                                          |                                                                          |
| 14. | 5 marca 1993        | Lahti         | Sztafeta 4 x 10 km                                                       | Szwecja Christer Majbäck · Niklas Jonsson · Torgny Mogren · Lars Håland          | Rosja Aleksandr Worobjow · Igor Badamszyn · Aleksiej Prokurorow · Michaił Botwinow | Finlandia Mika Kuusisto · Juha Hauta-Aho · Sami Repo · Heikki Alakärppä          |                                                                          |                                                                          |
| 15. | 6 marca 1993        | Lahti         | 30 km s. dowolny                                                         | Torgny Mogren                                                                    | Władimir Smirnow                                                                   | Václav Korunka                                                                   |                                                                          |                                                                          |
| 16. | 10 marca 1993       | Lillehammer   | Sztafeta 4 x 10 km                                                       | Norwegia                                                                         | Szwecja                                                                            | Finlandia                                                                        |                                                                          |                                                                          |
| 17. | 13 marca 1993       | Oslo          | 50 km s. klasyczny                                                       | Aleksiej Prokurorow                                                              | Gudmund Skjeldal                                                                   | Sture Sivertsen                                                                  |                                                                          |                                                                          |
| 18. | 19 marca 1993       | Štrbské Pleso | 15 km s. klasyczny                                                       | Bjørn Dæhlie                                                                     | Marco Albarello                                                                    | Silvio Fauner                                                                    |                                                                          |                                                                          |
| 19. | 20 marca 1993       | Štrbské Pleso | Sztafeta 4 x 10 km                                                       | Norwegia I Krister Sørgård · Vegard Ulvang · Thomas Alsgaard · Bjørn Dæhlie      | Włochy Fulvio Valbusa · Maurilio De Zolt · Marco Albarello · Silvio Fauner         | Norwegia II Terje Langli · Kristen Skjeldal · Erling Jevne · Sture Sivertsen     |                                                                          |                                                                          |

### Kobiety
| 1.  | 12 grudnia 1992     | Ramsau        | 5 km s. klasyczny                                                        | Kateřina Neumannová                                                             | Jelena Välbe                                                                     | Łarisa Łazutina                                                                                      |                                                                          |                                                                          |
| 2.  | 18 grudnia 1992     | Val di Fiemme | 15 km s. dowolny                                                         | Lubow Jegorowa                                                                  | Łarisa Łazutina                                                                  | Jelena Välbe                                                                                         |                                                                          |                                                                          |
| 3.  | 20 grudnia 1992     | Val di Fiemme | Sztafeta 4 × 5 km                                                        | Norwegia Marianne Dahlmo · Marit Wold · Inger Helene Nybråten · Trude Dybendahl | Rosja Łarisa Łazutina · Jelena Välbe · Nina Gawriluk · Lubow Jegorowa            | Finlandia Tuulikki Pyykkönen · Marjut Rolig · Pirkko Määttä · Jaana Savolainen                       |                                                                          |                                                                          |
| 4.  | 3 stycznia 1993     | Kawgołowo     | 30 km s. klasyczny                                                       | Lubow Jegorowa                                                                  | Jelena Välbe                                                                     | Trude Dybendahl                                                                                      |                                                                          |                                                                          |
| 5.  | 9 stycznia 1993     | Ulrichen      | 15 km s. klasyczny                                                       | Jelena Välbe                                                                    | Marja-Liisa Hämäläinen                                                           | Stefania Belmondo                                                                                    |                                                                          |                                                                          |
| 6.  | 10 stycznia 1993    | Ulrichen      | Sztafeta 4 x 5 km                                                        | Rosja Swietłana Nagiejkina · Jelena Välbe · Łarisa Łazutina · Lubow Jegorowa    | Włochy Manuela Di Centa · Bice Vanzetta · Gabriella Paruzzi · Stefania Belmondo  | Norwegia Trude Dybendahl · Marit Wold · Elin Nilsen · Marianne Dahlmo                                |                                                                          |                                                                          |
| 7.  | 16 stycznia 1993    | Cogne         | 10 km s. dowolny                                                         | Stefania Belmondo                                                               | Jelena Välbe                                                                     | Lubow Jegorowa                                                                                       |                                                                          |                                                                          |
| 8.  | 17 stycznia 1993    | Cogne         | Sztafeta 4 x 5 km                                                        | Rosja Swietłana Nagiejkina · Łarisa Łazutina · Lubow Jegorowa · Jelena Välbe    | Włochy Bice Vanzetta · Gabriella Paruzzi · Manuela Di Centa · Stefania Belmondo  | Norwegia Anita Moen · Marianne Myklebust · Inger Lise Hegge · Elin Nilsen                            |                                                                          |                                                                          |
| MŚ  | 19 - 28 lutego 1993 | Falun         | Biegi narciarskie na Mistrzostwach Świata w Narciarstwie Klasycznym 1993 | Biegi narciarskie na Mistrzostwach Świata w Narciarstwie Klasycznym 1993        | Biegi narciarskie na Mistrzostwach Świata w Narciarstwie Klasycznym 1993         | Biegi narciarskie na Mistrzostwach Świata w Narciarstwie Klasycznym 1993                             | Biegi narciarskie na Mistrzostwach Świata w Narciarstwie Klasycznym 1993 | Biegi narciarskie na Mistrzostwach Świata w Narciarstwie Klasycznym 1993 |
| 9.  | 9 lutego 1993       | Falun         | 15 km s. klasyczny                                                       | Jelena Välbe                                                                    | Marja-Liisa Hämäläinen                                                           | Marjut Rolig                                                                                         |                                                                          |                                                                          |
| 10. | 11 lutego 1993      | Falun         | 5 km s. klasyczny                                                        | Łarisa Łazutina                                                                 | Lubow Jegorowa                                                                   | Trude Dybendahl                                                                                      |                                                                          |                                                                          |
| 11. | 13 lutego 1993      | Falun         | 10 km pościgowy s. dowolny                                               | Stefania Belmondo                                                               | Łarisa Łazutina                                                                  | Lubow Jegorowa                                                                                       |                                                                          |                                                                          |
| 12. | 17 lutego 1993      | Falun         | Sztafeta 4 × 5 km                                                        | Rosja Jelena Välbe · Łarisa Łazutina · Nina Gawriluk · Lubow Jegorowa           | Włochy Bice Vanzetta · Manuela Di Centa · Gabriella Paruzzi · Stefania Belmondo  | Norwegia Trude Dybendahl · Inger Helene Nybråten · Anita Moen · Elin Nilsen                          |                                                                          |                                                                          |
| 13. | 19 lutego 1993      | Falun         | 30 km s. dowolny                                                         | Stefania Belmondo                                                               | Manuela Di Centa                                                                 | Lubow Jegorowa                                                                                       |                                                                          |                                                                          |
| 14. | 6 marca 1993        | Lahti         | 5 km s. dowolny                                                          | Lubow Jegorowa                                                                  | Manuela Di Centa                                                                 | Stefania Belmondo                                                                                    |                                                                          |                                                                          |
| 15. | 9 marca 1993        | Lillehammer   | 5 km s. klasyczny                                                        | Trude Dybendahl                                                                 | Lubow Jegorowa                                                                   | Manuela Di Centa                                                                                     |                                                                          |                                                                          |
| 16. | 10 marca 1993       | Lillehammer   | 5 km s. klasyczny                                                        | Lubow Jegorowa                                                                  | Manuela Di Centa                                                                 | Jelena Välbe                                                                                         |                                                                          |                                                                          |
| 17. | 13 marca 1993       | Oslo          | Sztafeta 4 x 5 km                                                        | Rosja Swietłana Nagiejkina · Jelena Välbe · Łarisa Łazutina · Lubow Jegorowa    | Norwegia Anita Moen · Inger Helene Nybråten · Elin Nilsen · Trude Dybendahl      | Czechy / Słowacja Ľubomíra Balážová · Alžbeta Havrančíková · Iveta Zelingerová · Kateřina Neumannová |                                                                          |                                                                          |
| 18. | 19 marca 1993       | Štrbské Pleso | 10 km s. klasyczny                                                       | Jelena Välbe                                                                    | Lubow Jegorowa                                                                   | Manuela Di Centa                                                                                     |                                                                          |                                                                          |
| 19. | 20 marca 1993       | Štrbské Pleso | Sztafeta 4 x 5 km                                                        | Rosja Nina Gawriluk · Jelena Välbe · Łarisa Łazutina · Lubow Jegorowa           | Włochy Sabina Valbusa · Gabriella Paruzzi · Manuela Di Centa · Stefania Belmondo | Norwegia Anita Moen · Elin Nilsen · Inger Lise Hegge · Trude Dybendahl                               |                                                                          |                                                                          |

## Klasyfikacje

### Mężczyźni
| Lp.   | Zawodnik            | Punkty |
| 1.    | Bjørn Dæhlie        | 696    |
| 2.    | Władimir Smirnow    | 649    |
| 3.    | Vegard Ulvang       | 576    |
| 4.    | Torgny Mogren       | 488    |
| 5.    | Marco Albarello     | 351    |
| 6.    | Silvio Fauner       | 308    |
| 7.    | Michaił Botwinow    | 292    |
| 8.    | Sture Sivertsen     | 285    |
| 9.    | Aleksiej Prokurorow | 251    |
| 10.   | Terje Langli        | 234    |
| . . . |                     |        |
| 88.   | Wiesław Cempa       | 5      |

### Kobiety
| Lp.   | Zawodniczka             | Punkty |
| 1.    | Lubow Jegorowa          | 760    |
| 2.    | Jelena Välbe            | 710    |
| 3.    | Stefania Belmondo       | 596    |
| 4.    | Łarisa Łazutina         | 519    |
| 5.    | Manuela Di Centa        | 511    |
| 6.    | Trude Dybendahl         | 396    |
| 7.    | Kateřina Neumannová     | 356    |
| 8.    | Marja-Liisa Kirvesniemi | 286    |
| 9.    | Marjut Rolig            | 285    |
| 10.   | Anita Moen              | 259    |
| . . . |                         |        |
| 34.   | Małgorzata Ruchała      | 57     |
| 38.   | Bernadeta Bocek         | 45     |
| 45.   | Dorota Kwaśny           | 18     |

## Wyniki Polaków

### Kobiety
| Zawodniczka         | Ramsau 12.12 | Val di Fiemme 18.12 | Kawgołowo 3.01 | Ulrichen 9.01 | Cogne 16.01 | Falun MŚ 19.02 | Falun MŚ 21.02 | Falun MŚ 23.02 | Falun MŚ 27.02 | Lahti 6.03 | Lillehammer 9.03 | Lillehammer 10.03 | Štrbské Pleso 19.03 |
| ------------------- | ------------ | ------------------- | -------------- | ------------- | ----------- | -------------- | -------------- | -------------- | -------------- | ---------- | ---------------- | ----------------- | ------------------- |
| Małgorzata Ruchała  | -            | -                   | -              | 24            | -           | 22             | 44             | 34             | 23             | -          | -                | -                 | 12                  |
| Bernadeta Bocek     | -            | -                   | -              | 40            | -           | 31             | 23             | 23             | 7              | -          | -                | -                 | 39                  |
| Dorota Kwaśny       | -            | -                   | -              | -             | -           | 33             | 39             | 27             | 17             | -          | -                | -                 | -                   |
| Halina Nowak        | -            | -                   | -              | -             | -           | -              | 50             | 35             | -              | -          | -                | -                 | -                   |
| Michalina Maciuszek | -            | -                   | -              | -             | -           | -              | -              | -              | -              | -          | -                | -                 | 37                  |

### Mężczyźni
| Zawodnik           | Ramsau 12.12 | Ramsau 13.12 | Val di Fiemme 18.12 | Kawgołowo 3.01 | Ulrichen 9.01 | Bohinj 16.01 | Falun MŚ 20.02 | Falun MŚ 22.02 | Falun MŚ 24.02 | Falun MŚ 28.02 | Lahti 6.03 | Oslo 13.03 | Štrbské Pleso 19.03 |
| ------------------ | ------------ | ------------ | ------------------- | -------------- | ------------- | ------------ | -------------- | -------------- | -------------- | -------------- | ---------- | ---------- | ------------------- |
| Wiesław Cempa      | -            | -            | -                   | -              | -             | -            | 33             | 51             | 40             | 26             | -          | -          | 70                  |
| Andrzej Piotrowski | -            | -            | -                   | -              | -             | -            | -              | 51             | 46             | 47             | -          | -          | 74                  |
| Ryszard Jaworski   | -            | -            | -                   | -              | -             | -            | -              | -              | -              | -              | -          | -          | 56                  |
| Ryszard Łabaj      | -            | -            | -                   | -              | -             | -            | -              | -              | -              | -              | -          | -          | 68                  |